# Pahasapasaurus
Pahasapasaurus es un género extinto de plesiosaurio. Fue uno de los primeros plesiosauros de la familia Polycotylidae, que habitó en el período Cenomaniense en lo que actualmente es Dakota del Sur, EE:UU. Las características distintivas del género incluyen huesos epipodiales alargados (radio / cúbito - tibia / peroné) y la naturaleza de los huesos del paladar. La especie tipo es P. haasi.